# Cryptocanthon lindemanae
Cryptocanthon lindemanae là một loài bọ cánh cứng trong họ Bọ hung (Scarabaeidae).